# Gregory Boyington
Gregory Boyington, dit « Pappy », né le 4 décembre 1912 à Cœur d'Alene dans l'Idaho et mort le 11 janvier 1988 à Fresno en Californie, est un pilote de chasse américain du Corps des Marines des États-Unis.
Il est titulaire de 28 victoires homologuées dont six en Chine avec le 1st American Volunteer Group (les « Tigres volants »).

## Biographie

### Enfance
D'origine Sioux, Gregory Boyington naît à Cœur d'Alene dans l'Idaho. Il a déménagé avec sa famille dans la ville forestière de Saint Maries à l'âge de trois ans et y a vécu jusqu'à l'âge de douze ans. Il a ensuite vécu à Tacoma, dans l'État de Washington, où il était lutteur au Lincoln High School. Il a effectué son premier vol à St. Maries à l'âge de six ans, avec Clyde Pangborn, qui est devenu plus tard le premier pilote à survoler l'océan Pacifique sans escale.
Après avoir obtenu son diplôme d'études secondaires en 1930, Boyington a fréquenté l'Université de Washington à Seattle, où il a été membre du ROTC de l'armée et a rejoint la fraternité Lambda Chi Alpha. Il faisait partie des équipes de lutte et de natation Husky, et pendant un certain temps, il a détenu le titre de lutte des poids moyens Pacific Northwest Intercollegiate. Il a passé ses étés à travailler à Washington dans un camp minier et dans un camp de bûcherons et avec la Coeur d'Alene Fire Protective Association dans la construction de routes. Il a obtenu en 1934 un baccalauréat en génie aéronautique. Boyington s'est marié peu de temps après l'obtention de son diplôme et a travaillé comme dessinateur et ingénieur pour Boeing à Seattle.

### Carrière militaire
En 1934, Gregory Boyington, diplômé de mécanique aéronautique par l'université de Washington, s'engage comme officier de réserve dans l'artillerie. Il obtient son transfert dans la réserve du corps des Marines le 13 juin 1935. Le 16 juillet, il est rendu à la vie civile et est embauché chez Boeing.
Après avoir demandé à suivre les cours de pilotage, il est affecté à la base aéronavale de Pensacola pour suivre des cours de pilotage en février 1936. Le 1er juillet 1937, il est nommé sous-lieutenant d'active sur la base de Quantico en Virginie. Le 4 novembre 1940, il est promu lieutenant et revient comme instructeur à Pensacola.

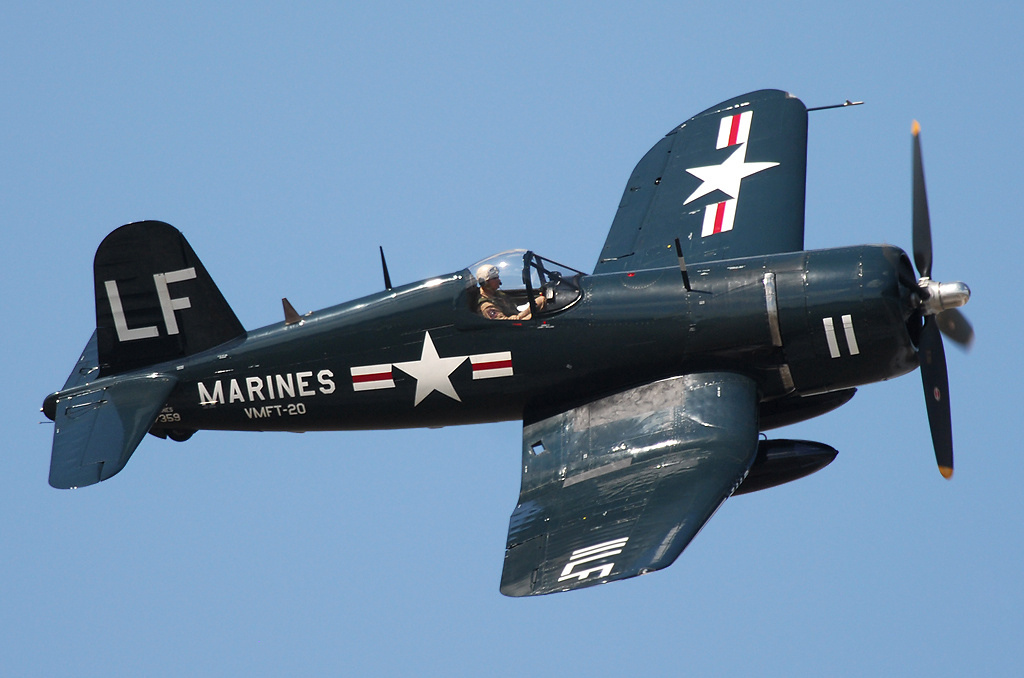
Un chasseur Chance Vought F4U Corsair, le type d'appareil sur lequel Boyington a principalement volé.

Lassé de ses fonctions d'enseignant et attiré par l'aventure, il démissionne du corps des Marines le 26 août 1941. Il s’engage aux côtés du général Chennault et de ses Tigres Volants, en Chine, où il est crédité de 6 victoires selon ses notes personnelles, et 4,5 selon le journal de marche de l'unité. C'est lors de ce séjour en Chine qu'il hérite du sobriquet de « Pappy » car il est le pilote le plus âgé. Il montre un tempérament marginal et peu conformiste.
Après l'attaque de Pearl Harbor, il rejoint à nouveau les Marines. Il rompt son contrat avec les Tigres Volants en avril 1942. En juillet 1942, il est de retour aux États-Unis et réintégré comme major (commandant) de réserve. Il arrive dans le Pacifique Sud en janvier 1943 comme officier-adjoint à la VMF-122. Début septembre 1943, il reçoit le commandement de l'escadrille VMF-214. Cette unité est constituée de pilotes « normaux » ayant terminé leur temps de repos et de jeunes pilotes fraîchement sortis de l'école de pilotage, a contrario de la légende qui dit que les pilotes de cette unité sont des fortes têtes ayant maille à partir avec la justice. Ce mythe sera amplifié par la série télévisée Les Têtes brûlées.

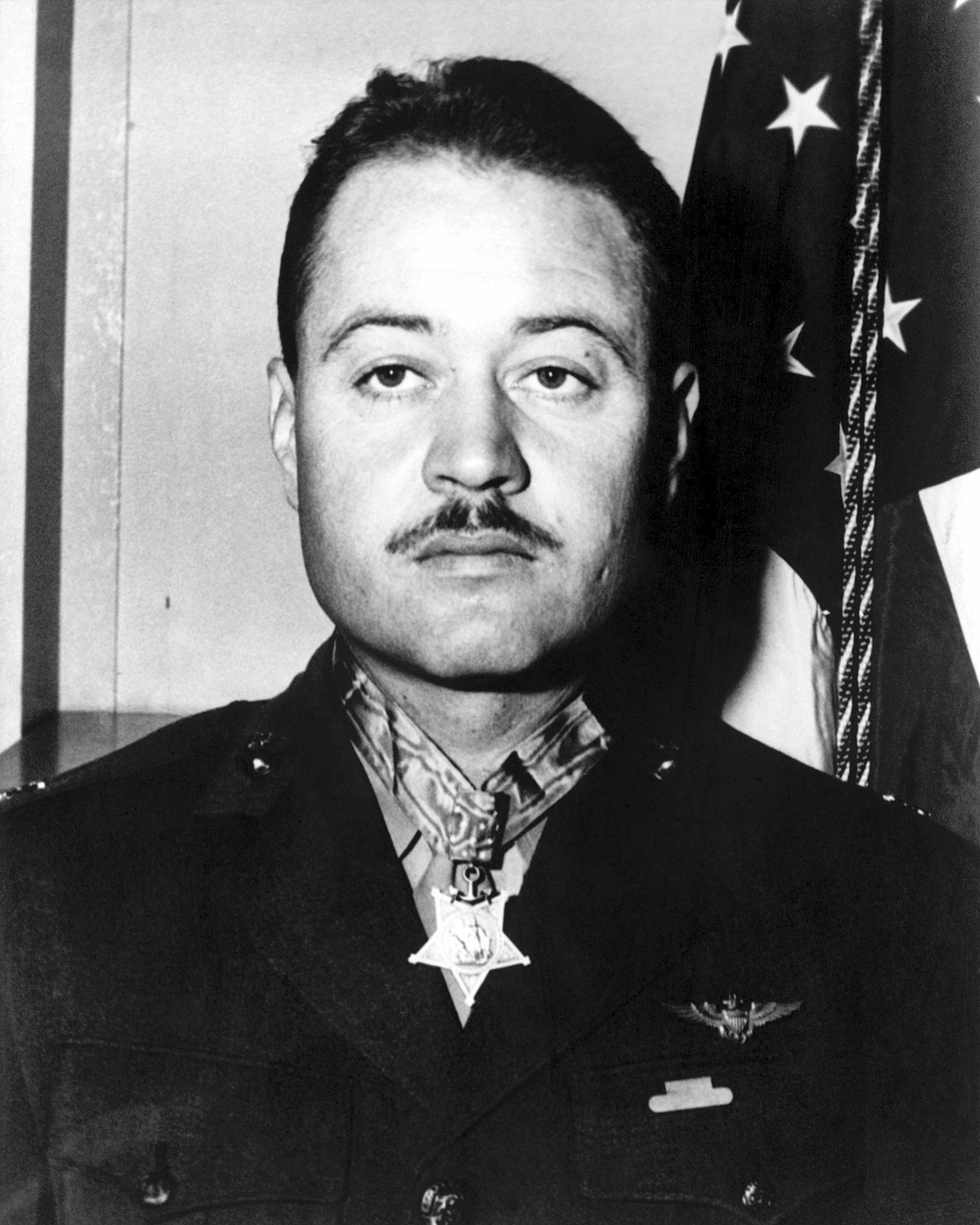
Gregory Boyington en octobre 1945 avec sa Medal of Honor.

Leur base est située sur l'île de Vella Lavella, dans le Pacifique Sud. Le surnom de l'escadrille est d'abord « The Boyington's bastards ». Par la suite, en accord avec ses pilotes, il choisit le surnom « The Black Sheep » (les « Brebis galeuses ») ; durant leur premier déploiement de septembre à octobre 1943. L'escadrille est créditée de 127 victoires aériennes homologuées dont 22 sont attribuées à « Pappy ». Les conditions de vie spartiates et le rationnement de l'alcool lui permettent de se consacrer corps et âme à son unité. Il n'y eut jamais de bar et de visites de femmes contrairement à ce que l'on voit dans la série TV.
En janvier 1944, il est abattu et déclaré mort. On lui décerne à titre posthume, la Medal of Honor, la plus haute distinction américaine et on l'élève au rang de lieutenant-colonel. Or, il a survécu au crash de son avion en mer et a été capturé par le sous-marin japonais I-181. Dans un des camps où il est détenu, il rencontre Louis Zamperini qui, pour le distraire, lui récite des recettes de cuisine italienne.
Libéré 20 mois plus tard, il reçoit sa décoration des mains du président Harry Truman le 5 octobre 1945. Il est rendu à la vie civile le 1er août 1947. En vertu d'une loi autorisant le détenteur de la plus haute distinction nationale à prendre sa retraite dans le grade supérieur, il est nommé colonel.

### Vie civile et mort

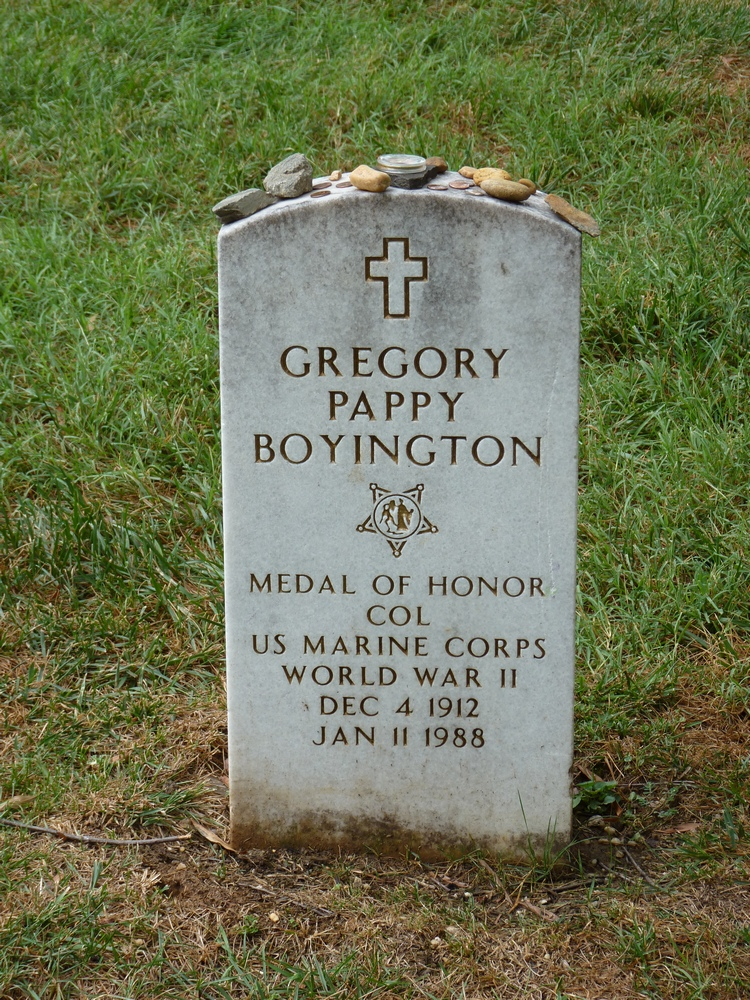
Tombe de Gregory Boyington au cimetière national d'Arlington.

Gregory Boyington est le père de trois enfants issus d'un premier mariage, dont un fils qui intègre l'Académie de la Force aérienne des États-Unis en 1959.
Il a écrit ses mémoires dans le livre Baa baa black sheep, dont la série Les Têtes brûlées est inspirée. Il apparaît dans l'un des épisodes où il incarne un général.
Il meurt le 11 janvier 1988 des suites d'un cancer, à Fresno en Californie. Des obsèques militaires sont organisées en son hommage au cimetière national d'Arlington où il est enterré, non loin du boxeur Joe Louis.

### Autobiographie
Il écrit son autobiographie sous le titre Baa Baa Black Sheep qui sera traduit en français sous le titre Tête brulée, ma véritable histoire. Il y parle abondamment de sa dépendance à l'alcool qu'il place avant le Japon dans la liste de ses ennemis.

## Postérité
L'histoire de Gregory Boyington et de son escadrille (VMF-214, alias The Black Sheep) est à l’origine de la série télévisée américaine Les Têtes brûlées. Dans la série, son rôle est interprété par l'acteur Robert Conrad. Gregory « Pappy » Boyington a joué dans trois épisodes de la série, dans le rôle du général Kenlay, comme le précise l'ouvrage Baa Baa Black Sheep.

## Décorations
Les décorations de Gregory Boyington sont les suivantes :
|                                                        |             |             |  |
| A light blue ribbon with five white five pointed stars |             |             |  |
| Bronze star                                            |             | Bronze star |  |
|                                                        | Silver star |             |  |

| Naval Aviator insignia |                                                   |                                                        |                                                       |
| 1re rangée             | Medal of Honor                                    | Navy Cross                                             | Purple Heart                                          |
| 2e rangée              | Presidential Unit Citation w/ bronze service star | Prisoner of War Medal                                  | American Defense Service Medal w/ bronze service star |
| 3e rangée              | American Campaign Medal                           | Asiatic-Pacific Campaign Medal w/ silver campaign star | World War II Victory Medal                            |